# Veľký Lipník
Veľký Lipník (deutsch Großlaupnik, ungarisch Nagyhársas – bis 1907 Nagylipnik) ist eine Gemeinde im Nordosten der Slowakei mit 895 Einwohnern (Stand 31. Dezember 2024), die zum Okres Stará Ľubovňa, einem Teil des Prešovský kraj gehört und zur traditionellen Landschaft Zips gezählt wird.

## Geographie

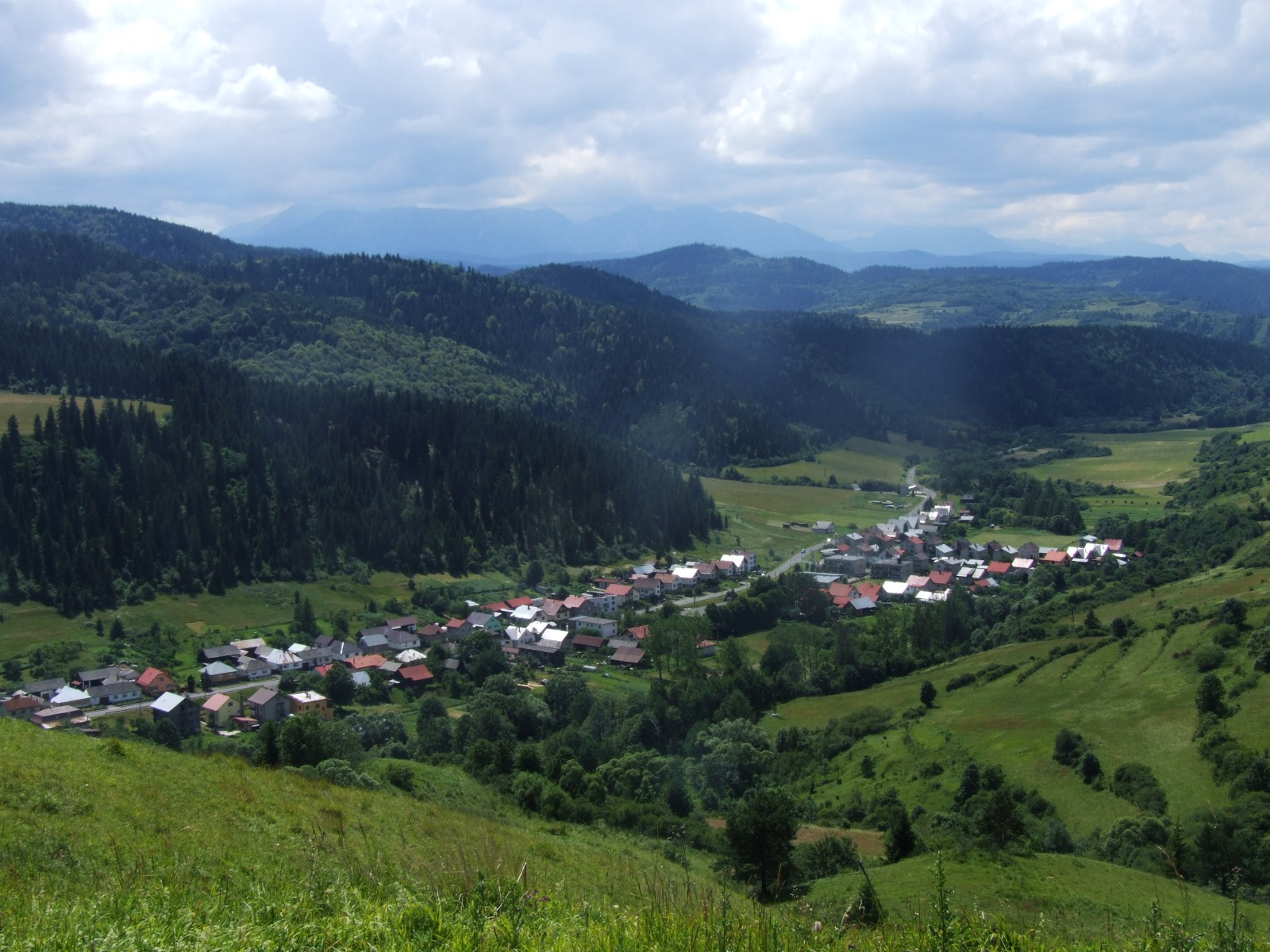
Ortsansicht von den umliegenden Bergen

Die Gemeinde befindet sich im Tal des Baches Lipník zwischen der Zipser Magura südlich und den Pieninen nördlich des Ortes, nahe der polnischen Grenze. Von der Zipser Magura her fließt noch der Bach Šoltysa. Das Ortszentrum liegt auf einer Höhe von 580 m n.m. und ist 15 Kilometer von Spišská Stará Ves sowie 19 Kilometer von Stará Ľubovňa entfernt.
Nachbargemeinden sind Lesnica und Szczawnica (PL) im Norden, Stráňany im Osten, Vyšné Ružbachy, Podolínec und Toporec im Süden, Veľká Lesná im Südwesten und Haligovce im Westen.

## Geschichte

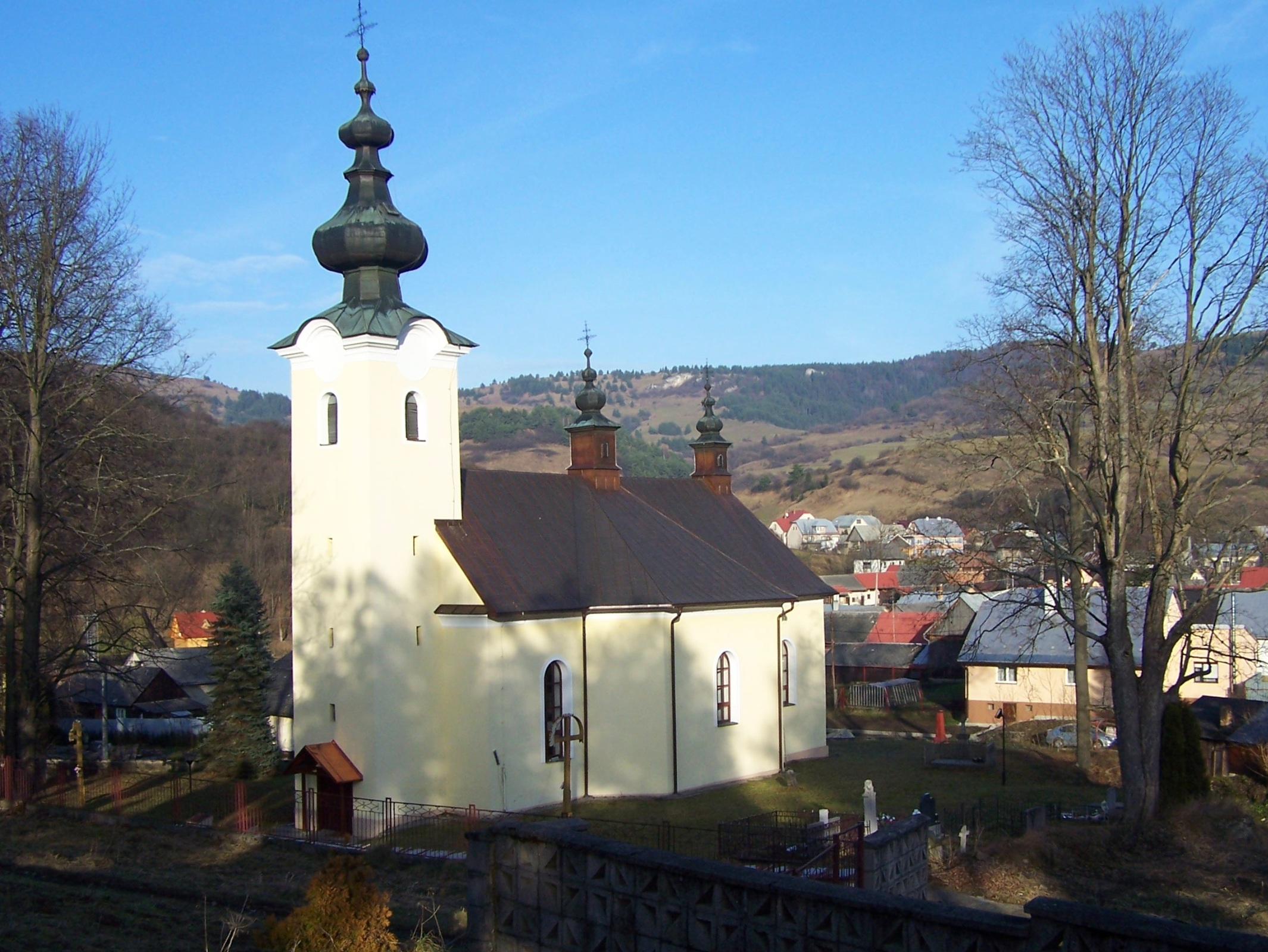
Griechisch-katholische Michaelskirche

Veľký Lipník entstand zwischen den Jahren 1235 und 1270 im Rahmen der Besiedlung der Randgebiete des Königreichs Ungarn, dabei wurde das Dorf nach deutschem Recht von Deutschen und Slawen besiedelt. Benannt ist der Ort nach den Linden, die immer noch in der Gegend wachsen. Einige Namen aus dem Mittelalter sind Lypnice (1315), Lupnik (1330), Fellyupnik (1338) und Lyndona, Lyndnou (1390). In der ersten Hälfte des 14. Jahrhunderts wurde das Dorf vom König Karl I. an das Geschlecht Görgey geschenkt. Im 15. und 16. Jahrhundert kam es zu einer nochmaligen Besiedlung nach walachischem Recht; neue Einwohner waren Russinen aus Galizien.
1787 zählte man 142 Häuser und 1005 Einwohner und 1828 199 Häuser und 1428 Einwohner, die in Landwirtschaft und als Drahtbinder und Schäfer beschäftigt waren.
Bis 1918 gehörte der im Komitat Zips liegende Ort zum Königreich Ungarn und kam danach zur Tschechoslowakei beziehungsweise heute Slowakei.

## Bevölkerung
| Jahr                | 1994 | 2004    | 2014    | 2024    |
| ------------------- | ---- | ------- | ------- | ------- |
| Anzahl der Personen | 980  | 1010    | 977     | 895     |
| Unterschied         |      | +3,06 % | −3,26 % | −8,39 % |

| Jahr                | 2023 | 2024    |
| ------------------- | ---- | ------- |
| Anzahl der Personen | 901  | 895     |
| Unterschied         |      | −0,66 % |

Nach der Volkszählung 2011 wohnten in Veľký Lipník 984 Einwohner, davon 828 Slowaken, 134 Russinen, vier Tschechen, zwei Ukrainer und ein Pole. 15 Einwohner machten keine Angabe. 791 Einwohner bekannten sich zur griechisch-katholischen Kirche, 141 Einwohner zur römisch-katholischen Kirche, zehn Einwohner zur orthodoxen Kirche und ein Einwohner zur evangelischen Kirche A. B.; ein Einwohner war anderer Konfession. 14 Einwohner waren konfessionslos und bei 26 Einwohnern ist die Konfession nicht ermittelt.
Ergebnisse nach der Volkszählung 2001 (1010 Einwohner):
| Nach Ethnie: - 90,40 % Slowaken - 7,23 % Russinen - 0,30 % Ukrainer - 0,20 % Tschechen - 0,10 % Magyaren - 0,10 % Polen | Nach Konfession: - 82,48 % griechisch-katholisch - 11,88 % römisch-katholisch - 2,57 % orthodox - 1,58 % konfessionslos - 1,49 % keine Angabe |

## Bauwerke
- griechisch-katholische Michaelskirche im klassizistischen Stil aus dem Jahr 1794